# Hîrtop, Stînga Nistrului
Hîrtop este satul de reședință al comunei cu același nume din Unitățile Administrativ-Teritoriale din Stînga Nistrului (Transnistria), Republica Moldova.

## Personalități

### Născuți în Hîrtop
- Stepan Kolesnicenko (1913–1943), aviator sovietic din Al Doilea Război Mondial

1. ↑   http://date.gov.md/ro/system/files/resources/2015-11/coduri%20postale%20RM.xlsx Lipsește sau este vid: |title= (ajutor)